# Rostita
La rostita és un mineral de la classe dels sulfats. Rep el seu nom de Rudolf Rost (1912-1999), professor de mineralogia a la Universitat Carolina de Praga.

## Característiques
La rostita és un sulfat de fórmula química Al(SO₄)(OH)·5H₂O. Cristal·litza en el sistema ortoròmbic.
Segons la classificació de Nickel-Strunz, la rostita pertany a «07.DB: Sulfats (selenats, etc.) amb anions addicionals, amb H₂O, amb cations de mida mitjana només; octaedres aïllats i unitats finites» juntament amb els següents minerals: aubertita, magnesioaubertita, svyazhinita, khademita, jurbanita, minasragrita, ortominasragrita, anortominasragrita, bobjonesita, amarantita, hohmannita, metahohmannita, aluminocopiapita, calciocopiapita, copiapita, cuprocopiapita, ferricopiapita, magnesiocopiapita i zincocopiapita.

## Formació i jaciments
Va ser descoberta a la mina Kladno, a la localitat de Kladno, a Bohèmia Central (República Txeca). També ha estat descrita a altres localitats europees, a Islàndia, al Tadjikistan i als Estats Units.